# Argei
Gli Argei sono figure della storia mitica delle origini di Roma che, secondo Varrone erano i principi giunti nella penisola italiana al seguito di Ercole e si erano stabiliti in un villaggio fondato dal dio Saturno sul Campidoglio.

## Caratteristiche
Queste figure erano collegate a due riti. Il 14, il 16 e il 17 marzo una processione percorreva i 27 sacraria dalla Regio suburana a quella Esquilina, Collina e Palatina. La seconda festa, i Lemuria, celebrata il 14 maggio, era ugualmente una processione che si concludeva, presso il pons Sublicius con le Vestali che lanciavano nel Tevere 27 fantocci in giunco (scirpea) rappresentanti gli stessi Argei.
I 27 "sacrari degli Argei", elencati da Varrone in modo incompleto, corrispondono a un'antichissima divisione del territorio cittadino, precedente a quella delle 4 "regioni serviane" (da Servio Tullio) del VI secolo a.C. e si collegano con il Septimontium e con le curie.

## Interpretazione
Ovidio riporta le diverse interpretazioni del rito correnti nella sua epoca. La prima è la leggenda del responso di Giove Fatidico che avrebbe ordinato ai primi abitanti del luogo, al tempo in cui quella terra era detta Saturnia, di offrire lui tanti corpi consacrati di vecchi quante fossero le loro gentes. Ovidio ammette quindi che, all'inizio e sinché Ercole non venne nel Lazio, il rito degli Argei fosse un sacrificio umano. Ercole appunto avrebbe fatto gettare dei sostituti di giunco, dando così origine al rito presente. Sicché, pur ammettendo il senicidio come origine storica, ne rifiuta la pratica da parte dei Romani, negando che questi si fossero mai macchiati di una tale empietà.
Ovidio pone in bocca al dio Tevere una seconda interpretazione, che probabilmente gli pareva la più verosimile o accettabile, secondo la quale il rito sarebbe stato il ricordo, rappresentato simbolicamente tramite simulacri, della pratica della "sepoltura in acqua", spiegata qui come desiderio degli eroi argivi restati a vivere sul territorio della futura Roma di esser sepolti nel fiume, onde poter tornare in morte al paese natale di là del mare.
Tale interpretazione porrebbe il rito degli Argei in connessione con le pratiche di sepoltura nell'acqua diffuse tra molti popoli indoeuropei e appartenenti a un complesso religioso e rituale assai antico, legato all'idea della morte come viaggio per acqua verso la terra dagli antenati.